# Barksdale Air Force Base
La Barksdale Air Force Base è un aeroporto militare gestito dalla United States Air Force. Situato nei pressi di Bossier City, a 16 km da Shreveport, la Barksdale AFB si trova nello stato della Louisiana.
La base si trova sotto il comando dell'Air Combat Command ed è uno dei due aeroporti militari ancora adibiti ad ospitare i Boeing B-52 Stratofortress, i cui equipaggi si addestrano sempre presso la Barksdale AFB. Complessivamente il personale adibito alla base si aggira intorno alle 7 400 persone, 1 100 dei quali sono civili.

Attualmente ospita il 2nd Bomb Wing, il 2nd Operations Group, il 2nd Maintenance Group, il 2nd Mission Support Group, il 2nd Medical Group, il museo dell'ottava forza aerea e il 917th Wing.

## Storia

### Dalla nascita alla seconda guerra mondiale
La Barksdale AFB fu costruita in seguito ad un bando pubblicato dall'Army Air Corps nel 1926 per trovare una nuova base aerea capace di ospitare gli apparecchi che fino ad allora stazionavano presso la base aerea di Fort Crockett in Texas, che da qualche anno risultava insufficiente per ospitare il numero sempre crescente di aerei lì dislocati. Così la città di Shreveport, in Louisiana, offrì la propria disponibilità nell'ospitare la nuova base aerea e mise a disposizione dell'Army Air Corps un appezzamento di terreno che ricopriva una area complessiva di 89 000 km², facendo così della base il più grande aeroporto militare del tempo.
Il tenente Bakrsdale nacque nel Missouri il 5 novembre 1897. Entrò giovane nella scuola ufficiali di Little Rock e quindi come volontario nell'aviazione. Completata la scuola di volo ad Austin, fu inviato in Inghilterra nel 1917 per addestrare i piloti dell'RFC e compiere missioni belliche in Francia, dove abbatté otto aerei venendo ferito una volta.

Il 15 ottobre 1918 ritornò negli Stati Uniti e iniziò a testare nuovi aerei. Fu proprio durante uno di questi voli, mentre era a bordo di un Douglas O-2 sopra i cieli dell'Ohio, che perse la vita a causa di un malfunzionamento dell'aereo e del paracadute che, mentre si lanciava, venne tagliato dai fili collegati alle ali.

Venne sepolto al cimitero nazionale di Arlington con gli onori militari.
I lavori per la costruzione del nuovo aeroporto militare iniziarono il 19 gennaio 1931 e furono completati verso il 31 ottobre 1932, giorno nel quale la struttura fu inaugurata ufficialmente e vide l'arrivo della prima unità militare, il 20th Pursuit Group, che si attivò subito in missioni di addestramento e nello sviluppare nuove tecniche di bombardamento e di difesa verso i caccia.

Il 2 febbraio 1933 la base ricevette il nome di Barksdale Airfield in onore del tenente Eugene Hoy Barksdale. Nuovi aerei arrivarono quando il 20th Pursuit Group passò, insieme al 3rd Attack Group, sotto il 3rd Attack Wing. Vedere formazioni di Boeing P-26 e Douglas B-18 Bolo sopra i cieli vicino alla base era ormai cosa a cui i cittadini non badavano più.
Nel 1940, in preparazione al combattimento previsto dalla seconda guerra mondiale, si tennero numerosi voli di esercitazione. Una di queste prove vide anche spettatore Dwight D. Eisenhower, che si compiacè con gli equipaggi dei 320 aerei che eseguirono la missione di addestramento. Questo tipo di attività continuò per tutto il periodo del conflitto con aerei come il B-26 Marauder e i B-17 Flying Fortress.

### L'arrivo dei grandi bombardieri e il Vietnam
Dal 1945 al 1949 il Barksdale Airfield diventò la sede dell'Air Training Command e dei suoi B-29 Superfortress; nel frattempo, il 13 gennaio 1948, il campo d'aviazione cambiò nome nell'attuale Barksdale Air Force Base. In questo periodo la base venne inglobata nello Strategic Air Command che vi dispiegò aerei come i B-47 Stratojet e i KC-97 Stratofreighter del 301st e 376th Bomb Wing, che cedettero il posto, nel 1957 e 1958, ai B-52 e ai KC-135 Stratotanker.
Con l'avvento della guerra del Vietnam giunse il 2nd Bomb Wing che si dedicò totalmente al trasferimento dei velivoli nel teatro delle operazioni, partecipando anche all'operazione Arc Light e Young Tiger. Gli equipaggi tornarono alla base nell'ottobre 1973.

A partire dal 1975 la Second Air Force lascia spazio alla Eight Air Force, e nel 1981 arrivano i primi KC-10 Extender. L'attività operativa continuò con normali voli di routine.
Dal 1972 al 1992 la Barksdale AFB fu la sede dello Strategic Air Command Bombing and Navigation Competition, una gara che vedeva impegnati i migliori equipaggi dei bombardieri e degli aerei da rifornimento in volo eseguire missioni in tutti gli Stati Uniti, per poi essere eventualmente premiati alla Barksdale AFB in base al punteggio ottenuto.

### Dagli anni novanta ad oggi

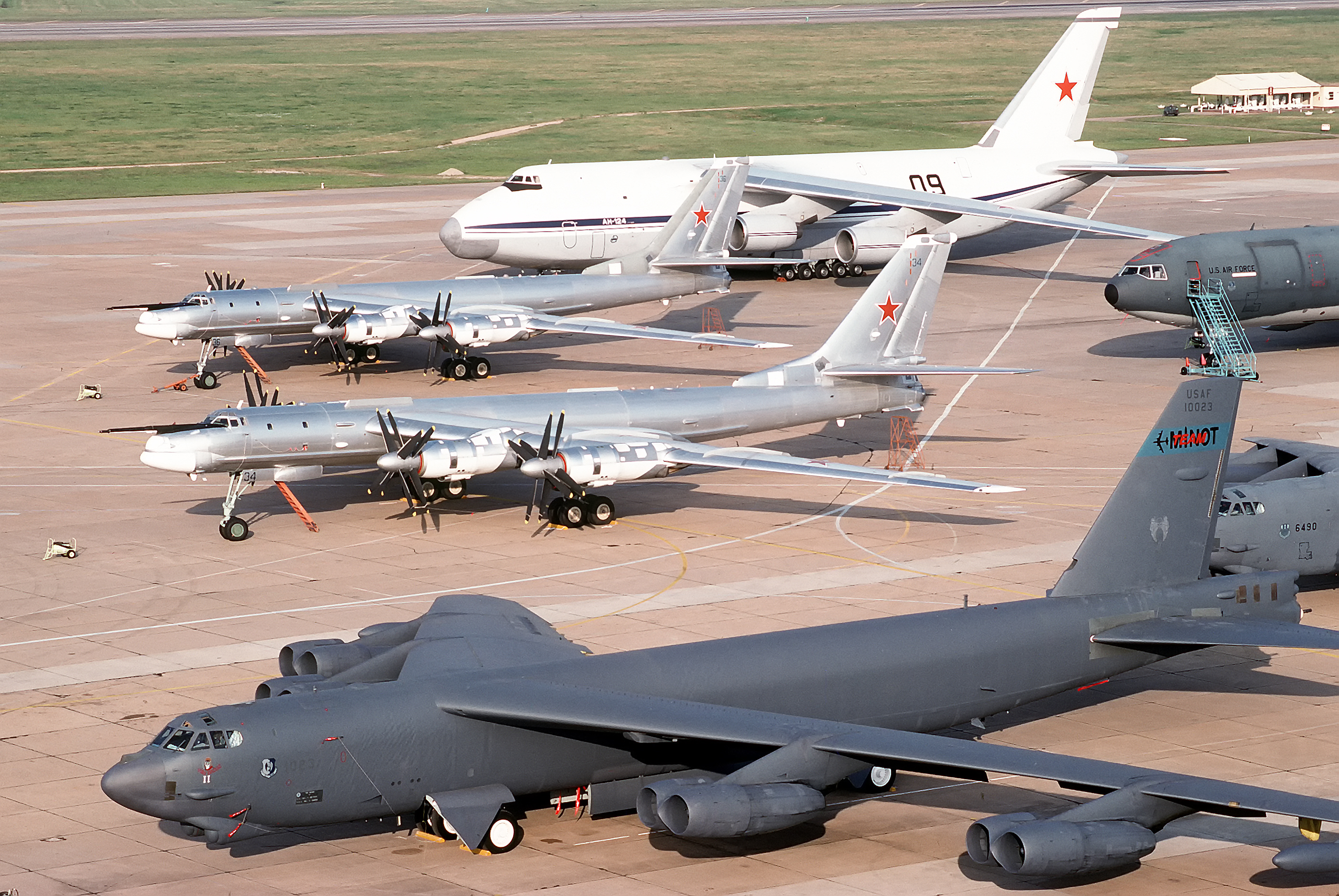
Maggio 1992: due Tu-95 e un An-124 Ruslan russi (in secondo piano) in visita alla Barksdale AFB

La base ebbe un ruolo di primo piano anche nell'invasione statunitense di Panama, nell'operazione Desert Shield e in Desert Storm, quando sette B-52 iniziarono la campagna di bombardamento dell'Iraq compiendo la più lunga missione militare fino a quel momento: 35 ore di volo.

Nel marzo 1992 due B-52 e un KC-10 con i relativi equipaggi volarono verso la base aerea russa di Dyagilevo per un gemellaggio, e due mesi dopo i russi ricambiarono con la visita di due Tu-95, un An-124 Ruslan e 58 avieri. Questi incontri continuarono nel 1994 quando la VVS (l'aviazione militare russa) inviò un Tu-95 e un Il-78; nello stesso anno un B-52 e un KC-10 si recarono in Ucraina, alla base aerea di Poltava, per un gemellaggio con la Viys'kovo-Povitriani Syly Ukrayiny (l'aviazione militare ucraina).

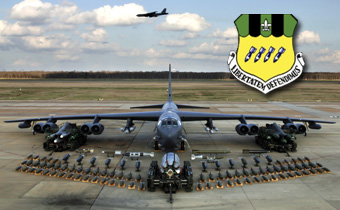
Una foto del 2nd Bomb Wing alla Barksdale AFB

Il 1996 vide nuovamente il personale della base USAF impegnato a condurre l'operazione Desert Strike, distruggendo alcune postazioni di missili terra-aria iracheni, in risposta agli attacchi nei confronti dei Curdi ordinati da Saddam Hussein. Ancora, nel novembre 1997, numerosi aerei ed equipaggi mossero verso l'isola inglese di Diego Garcia come monito all'Iraq di non compiere ulteriori passi falsi; ma nel 1998 si dovette procedere ad un bombardamento di tre giorni contro le strutture del regime iracheno (operazione Desert Fox) a causa degli ostacoli creati al lavoro degli ispettori ONU.
Nel 1999 gli attacchi serbi nei confronti degli albanesi in Kosovo obbligarono i B-52 della base in Louisiana a volare nel Regno Unito e condurre da qui operazioni militari nell'ambito dell'operazione Allied Force.

Avvicinandoci agli anni più recenti, dopo gli attentati dell'11 settembre 2001, la base venne consacrata alla guerra al terrorismo e alle vicende belliche che ne seguirono (operazione Enduring Freedom e Iraqi Freedom).

Attualmente La Barksdale Air Force Base ospita il 2nd Bomb Wing, il 2nd Operations Group, il 2nd Maintenance Group, il 2nd Mission Support Group, il 2nd Medical Group, il museo dell'ottava forza aerea e il 917th Wing di riserva.